# جيسون كامينجز
جيسون كامينغز (ولد في 1 أغسطس 1995) (بالإنجليزية: Jason Cummings)‏، لاعب كرة قدم اسكتلندي، يلعب في مركز المهاجم ل بيتربورو يونايتد على سبيل الإعارة من نوتنغهام فوريست و المنتخب الوطني اسكتلندا. بدأ مسيرته الاحترافية مع هايبرنيان، حيث شارك في 16 مباراة وسجل هدفين في الوقت الذي هبط فيه هايبرنيان في موسم 2013-2014. وكان كامينغز هداف فريق هيبس في كل من الفصول الثلاثة المقبلة، حيث سجل أكثر من 20 هدفا في كل موسم، مما جعله أول لاعب يحقق هذا الإنجاز لأكثر من 50 عاما. هذه الأهداف ساعدت هيبس على الفوز بكأس اسكتلندا في عام 2016 والترقية في عام 2017. انتقل كامينغز إلى نوتنغهام فوريست في يونيو 2017 ، ثم تم إقراضه إلى رينجرز في يناير 2018.

## الأندية التي لعب لها

### هيبرنيان
لعب مع فريق الهوتز المحلي هوتشيسون فال ثم انضم إلى برنامج شباب هارتس. بعد إصابته بجروح، تم إطلاق سراح كامينغز من قبل هارتس في عام 2012. بعد موسم مثير للإعجاب مع هوتشيسون فالي تم توقيعه من قبل هايبرنيان في صيف عام 2013. جعل كامينغز ظهوره الأول لأول مرة لهيبرنان في مباراة الدوري الإسكتلندي ضد إينفيرنيس كالدونيان ثيسل في نوفمبر 2013. سجل كامينغز أول أهدافه المهنية في 21 مايو 2014 ، حيث سجل هدفين في الوقت الذي فاز فيه هايبرنيان 2-0 أمام هاميلتون أكاديميكال في مباراة الذهاب من التصفيات النهائية. خسر هيبس مباراة الإياب 2-0 ، وأهدر كامينغز ركلة حاسمة في ركلات الترجيح، مما أدى إلى هبوط هيبس إلى البطولة الاسكتلندية.
فاز كامينغز بجائزة أفضل لاعب في الشهر في سبتمبر 2014 ، بعد أن ساعد هدفيه فريق هيبرنيان على التغلب على رينجرز في جلاسجو. في 16 فبراير 2016 ، أصبح كومينغز أول لاعب هيبس يسجل في أربعة أدوار متتالية من أدنبره لمدة 42 عامًا بعد تسجيله هدف الفوز أمام هارتس في مباراة الدور الرابع لكأس اسكتلندا.
في 16 أبريل 2016 ، أضاع كامينغز ركلة جزاء عن طريق محاولة بانينكا في نصف نهائي كأس اسكتلندا ضد دندي يونايتد، والتي انتهت بالتعادل السلبي، على الرغم من أنه سجل في وقت لاحق ركلة الفوز في ركلات الترجيح. ثم لعب أول 65 دقيقة منالمباراة النهائية، ساعدت في تحقيق الهدف الأول لفريق أنتوني ستوكس حيث فازت هيبس 3-2 أمام رينجرز.
خلال موسم الإغلاق لعام 2016 ، وقع كامينغز عقدًا جديدًا لمدة أربع سنوات مع هيبس. عرضت بيتربورو يونايتد مبلغًا قدره 1.2 مليون جنيه إسترليني لصالح شركة كامينغز في أغسطس 2016 ، ولكن تم رفض هذا الاقتراح. وسجل هدف الفوز في الفوز 1-0 Tannadice يوم 10 مارس عام 2017، وبذلك أصبح أول لاعب هيبرنيان ليسجل أكثر من عشرين هدفا في ثلاثة مواسم متتالية منذ جو بيكر بين عامي 1957 و 1961. وفي 15 أبريل، قامت هيبس بحسم اللقب وحققت ترقيتها مرة أخرى إلى الدوري الإسكتلندي بعد فوزها على ملكة الجنوب 3-0 في إيستر رود
موقع ويب اتجاهات السير.في وقت لاحق من ذلك اليوم، قام كومينغز بالتغريد بأنهم قد أوفوا بوعده بإعادة الفريق إلى الدرجة الأعلى. تم ترشيح كامينغز من قبل رابطة اللاعبين المحترفين اسكتلندا في جائزة أفضل لاعب شاب لهذا العام وأفضل لاعب في البطولة للعام 2016-17.

#### نوتنغهام فوريست
وقع كامينغز عقدًا مدته ثلاث سنوات مع نوتنغهام فوريست في 17 يونيو 2017 ، متحركًا مقابل رسوم لم يتم الإفصاح عنها. وكجزء من الصفقة، حصل نادي كامينجز السابق، وهما هارت أوف ميدلوثيان و لوثيان ثيسل، على رسوم تضامن، بسبب تطوير شبابه. سجل أول هدف له مع فورست في أول ظهور له في كأس كأس رابطة الأندية الإنجليزية المحترفة 2-0 ضد شروزبري تاون في 8 أغسطس 2017.

##### رينجرز (اعاره )
على سبيل الإعارة كامينغز إلى الدوري الممتاز الإسكتلندي الجانب رينجرز في يناير 2018 لبقية الموسم، مع رينجرز عقد خيار لجعل نقل دائمة. بدأ ظهوره التنافسي للنادي في 24 يناير، في الفوز 2-0 على أبردين. كان كومينغز أحد اللاعبين الأربعة الذين ظهروا لأول مرة مع رينجرز في تلك المباراة. وسجل هدفه الأول لرينجرز بعد أربعة أيام، في فوز 2-1 في مقاطعة روس. في 4 مارس، سجل كامينغز ثلاثة أهداف لفريق رينجرز في ربع نهائي كأس اسكتلندا ضد فالكيرك.

## دوليا
تلقى كامينغز أول استدعاء له لفريق اسكتلندا الكبير لمباراة ودية ضد هولندا في نوفمبر 2017.

## البطولات والانجازات

### هيبرنيان
كأس اسكتلندا: 2015-16
بطولة اسكتلندية: 2016-17

#### فردي
لاعب الشهر سبتمبر 2014 و لاعب الشهر أبريل 2015
أفضل لاعب من بطولة الشهر (2): أكتوبر 2015 ، أغسطس 2016

## إحصاءات
| النادي          | مواسم      | الدوري                    | الدوري | الدوري | الكأس | الكأس | كأس الدوري | كأس الدوري | اوربا | اوربا | اخري | اخري  | مجموع | مجموع |
| النادي          | مواسم      | اسم الدوري                | لعب    | اهداف  | لعب   | اهداف | لعب        | اهداف      | لعب   | اهداف | لعب  | اهداف | لعب   | اهداف |
| --------------- | ---------- | ------------------------- | ------ | ------ | ----- | ----- | ---------- | ---------- | ----- | ----- | ---- | ----- | ----- | ----- |
| هيبرنيان        | 2013-14    | الدوري الإسكتلندي الممتاز | 16     | 0      | —     | —     | —          | —          | —     | —     | 2    | 2     | 18    | 2     |
| هيبرنيان        | 2014-15    | الدوري الإسكتلندي الممتاز | 33     | 18     | 4     | 1     | 3          | 1          | —     | —     | 2    | 1     | 42    | 21    |
| هيبرنيان        | 2015-16    | الدوري الإسكتلندي الممتاز | 33     | 18     | 5     | 2     | 6          | 4          | —     | —     | 5    | 1     | 49    | 25    |
| هيبرنيان        | 2016-17    | الدوري الإسكتلندي الممتاز | 32     | 19     | 5     | 4     | 1          | 0          | 2     | 0     | 1    | 0     | 41    | 23    |
| هيبرنيان        | Total      | Total                     | 114    | 55     | 14    | 7     | 10         | 5          | 2     | 0     | 10   | 4     | 150   | 71    |
| نوتنغهام فوريست | 2017-18    | دوري البطولة الإنجليزية   | 14     | 1      | —     | —     | 3          | 3          | —     | —     | —    | —     | 17    | 4     |
| رينجرز (اعاره ) | 2017-18    | الدوري الإسكتلندي         | 15     | 2      | 3     | 4     | —          | —          | —     | —     | —    | —     | 18    | 6     |
| مجموع الكل      | مجموع الكل | مجموع الكل                | 143    | 58     | 17    | 11    | 13         | 8          | 2     | 0     | 10   | 4     | 185   | 81    |

1. ↑  "معلومات عن جيسون كامينجز على موقع scoresway.com". scoresway.com. مؤرشف من الأصل في 2018-02-26.
2. ↑  "معلومات عن جيسون كامينجز على موقع soccerbase.com". soccerbase.com. مؤرشف من الأصل في 2017-08-24.
3. ↑  "معلومات عن جيسون كامينجز على موقع footballdatabase.eu". footballdatabase.eu. مؤرشف من الأصل في 2019-12-17.

## وصلات خارجية
- جيسون كامينجز على موقع قاعدة بيانات كرة القدم.إي يو (الإنجليزية)
- جيسون كامينجز على موقع ناشيونال فوتبول تيمز (الإنجليزية)
- جيسون كامينجز على موقع Soccerbase.com (لاعب) (الإنجليزية)
- جيسون كامينجز على موقع Soccerway.com (الإنجليزية)
- جيسون كامينجز على موقع عالم كرة القدم.نت (الإنجليزية)